# Larry Storch
Pour les articles homonymes, voir Storch.
Lawrence Samuel Storch, dit Larry Storch, est un acteur, comédien, et doubleur de voix américain né le 8 janvier 1923 à New York et mort le 8 juillet 2022 dans la même ville.

## Biographie

### Débuts
Larry Storch est né à New York, fils d'Alfred Storch, un agent immobilier, et de sa femme Sally (née Kupperman) Storch, une opératrice téléphonique. Il a fréquenté le lycée DeWitt Clinton dans le Bronx avec Don Adams, qui est resté son ami de toujours. En raison des moments difficiles de la Grande Dépression, Storch a déclaré qu'il n'avait jamais eu son diplôme au lycée, ayant été obligé de travailler tôt. Il a commencé à gagner de l'argent en tant qu'humoriste stand-up pour 12 $ par semaine pour l'ouverture du chef d'orchestre Al Donahue.
Pendant la Seconde Guerre mondiale, il a été militaire dans la marine des États-Unis où il était compagnon de bord avec Tony Curtis sur le ravitailleur de sous-marins USS Proteus (AS-19) (en).

### Carrière

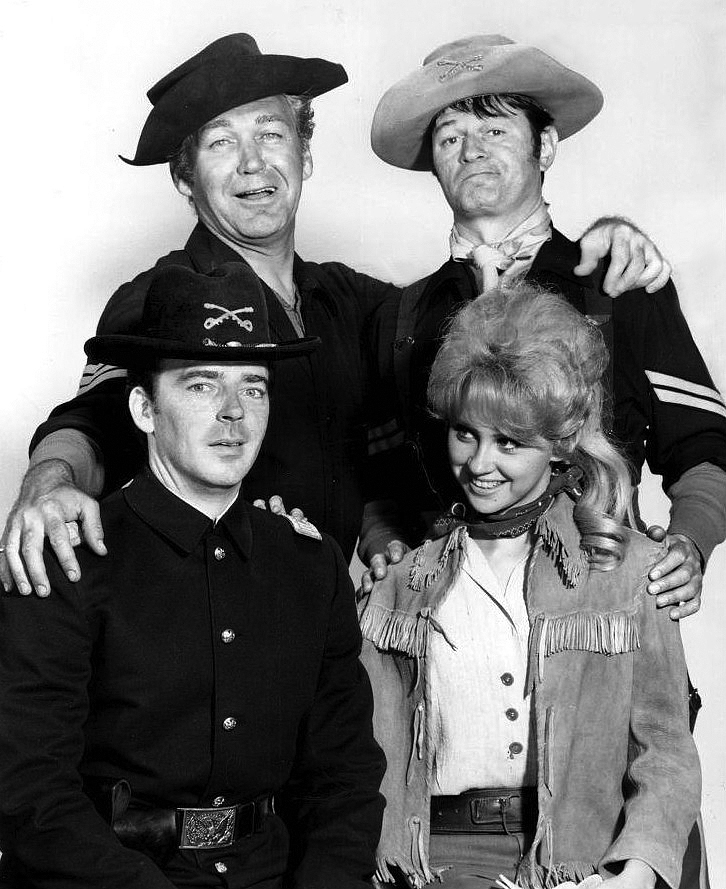
Larry Storch (en haut, à droite) dans F Troop en 1965.

Ses débuts d'humoriste stand-up l'amène à figurer dans des douzaines de séries télé, puis il va être vraiment connu quand il endossera le rôle de Corporal Randolph Agarn dans la série satirique F Troop de 1965 à 1967.

## Filmographie
- 1960 : Qui était donc cette dame ? (Who was that lady ?) : Orenov
- 1961 : Out of the Inkwell (série télévisée) : Koko the Clow
- 1962 : Baby Face (TV) : Koko le Clown (voix)
- 1962 : Success Story (TV) : Koko the Clown (voix)
- 1962 : 40 Pounds of Trouble : Floyd
- 1963 : Medicine Man (TV) : Koko the Clown (voix)
- 1963 : No Soap (TV) : Koko the Clown (voix)
- 1963 : Pony Express (TV) : Koko the Clown (voix)
- 1963 : Rocket Ranger (TV) : Koko the Clown (voix)
- 1963 : Le Combat du Capitaine Newman (Captain Newman, M.D.) : Cpl. Gavoni
- 1964 : La mariée a du chien : Rufus Gibbs
- 1964 : Underdog (série télévisée) : Phineas J. Whoopie (voix)
- 1964 : Une vierge sur canapé (Sex and the Single Girl) : Motorcycle Cop
- 1965 : Bus Riley's Back in Town : Howie
- 1965 : Shocking Pink : English Narrator (voix)
- 1965 : La Grande course autour du monde (The Great Race) : Texas Jack
- 1965 : An Ounce of Pink : Talking Weight Machine (voix)
- 1968 : Big Game Haunt (voix)
- 1968 : Flying Circus : Ace / Fritz Von Wienerschnitzel (voix)
- 1969 : La Panthère rose ("The Pink Panther Show") (série télévisée) (voix)
- 1969 : Le Plus Grand des hold-up (The Great Bank Robbery) : Juan
- 1970 : La Chasse infernale (Hunters Are for Killing) (TV) : Rudy LeRoy
- 1970 : Amicalement vôtre (The Persuaders) : Un Ami d'Enfance (Angie... Angie), de Val Guest (série télévisée) : Angie
- 1971 : Aesop's Fables (TV) (voix)
- 1972 : The Brady Kids (série télévisée) : Marlon / Mop Top / Fleetwood / Chuck (voix)
- 1973 : L'Île au trésor (Treasure Island)
- 1974 : Oliver Twist
- 1974 : Columbo : Réaction négative (Negative Reaction) (série télévisée) : Mr. Weekly
- 1974 : 747 en péril (Airport 1975) : Glenn Purcell
- 1974 : Journey Back to Oz de Hal Sutherland : Amos (voix)
- 1979 : Scooby-Doo et Scrappy-Doo (Scooby-Doo and Scrappy-Doo) (série télévisée) : Additional Voices (voix)
- 1979 : Better Late Than Never (TV) : Sheriff
- 1980 : Terreur extraterrestre (Without Warning) : The Scoutmaster
- 1981 : S.O.B. : Guru
- 1981 : The Adventures of Huckleberry Finn (TV) : Dauphin
- 1982 : The Flight of Dragons : Pawnbroker (voix)
- 1982 : Banco à Las Vegas (Fake-Out) : Ted
- 1986 : Un sacré bordel (A Fine Mess) : Leopold Klop
- 1987 : Medium Rare
- 1994 : Le Silence des jambons (Il Silenzio dei prosciutti) : Sergeant
- 1995 : Mariés,deux enfants ("S09E20 - L'élève Du Maître") : Lui-même